# João Ramalho

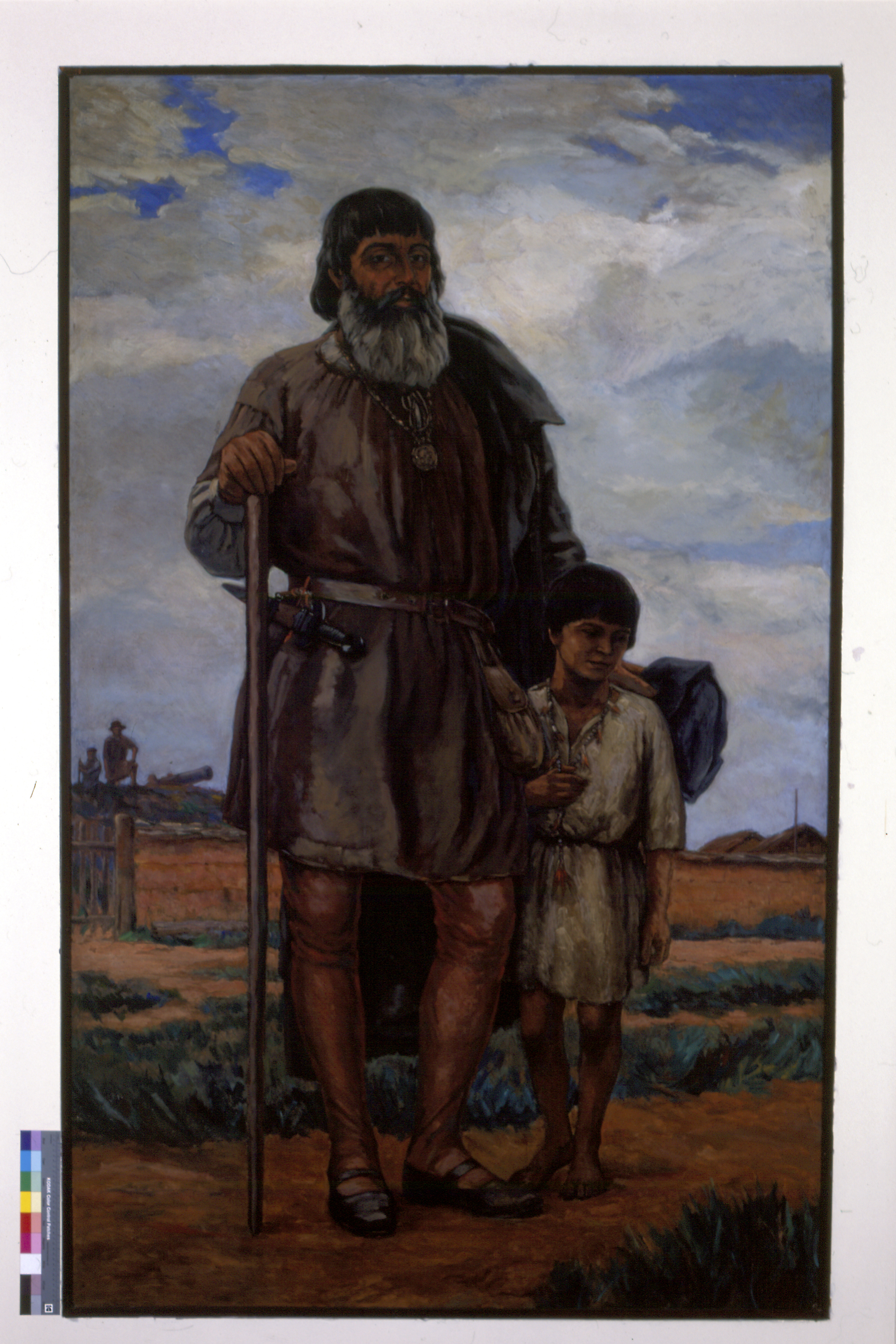
João Ramalho mit Sohn, Gemälde von 1934

João Ramalho (Vouzela, 1493 – São Paulo, 1582) war ein portugiesischer Abenteurer, Entdecker und Sklavenjäger. Er lebte die meiste Zeit seines Lebens bei den Tupiniquim-Indianern, nachdem er 1515 in Brasilien angekommen war. Er war sogar das Oberhaupt eines Dorfes, nachdem er ein enger Freund von Häuptling Tibiriçá geworden war, einem wichtigen Anführer der Tupiniquim-Indianer in den ersten Jahren der portugiesischen Kolonisation in Brasilien.
Er spielte eine wichtige Rolle bei der friedlichen Annäherung zwischen Indianern und Portugiesen, insbesondere bei der Ankunft von Martim Afonso de Sousa in Brasilien, mit dem er im Gebiet von São Vicente zusammentraf und eine intensive Freundschaft schloss.
Er lebte in dem Weiler (Povoado) Santo André da Borda do Campo, dem der erste Generalgouverneur Brasiliens, Tomé de Sousa, 1553 das Stadtrecht verlieh. Ramalho war Gemeinderat und Bürgermeister des Dorfes.
Er gründete eine Dynastie von Mestizen, Nachkommen von Indianern mit Portugiesen, die im damaligen Sprachgebrauch mamelucos (Mameluken) genannt wurden und die im 17. Jahrhundert eine herausragende Stellung in den als Bandeiras bekannten kommerziell-militärischen Unternehmungen einnahmen. João Ramalho wird sogar der Patriarch der Bandeirantes genannt.
In den historischen Aufzeichnungen wird er als ein Mann beschrieben, der aufgrund der Sonne eine dunkle Hautfarbe hatte und von kräftiger, athletischer Statur war. Er hatte einen langen Bart. Einige Quellen geben seinen ursprünglichen Namen als João Maldonado an.

## Biografie
João Ramalho hatte eine geheimnisumwitterte Vergangenheit. Sein Vater war João Velho Maldonado, seine Mutter Catarina Afonso de Balbode. Er wurde vermutlich in Vouzela im Distrikt Viseu in Portugal geboren, wahrscheinlich auf der Quinta de Valgode, einem Grundstück, das der Familie Malafaia gehörte. Der genaue Ort seiner Geburt wird nach anderen Quellen aber auch Barcelos zugeschrieben. Vermutlich war er ein Marrane. Er heiratete schon früh eine Portugiesin, Catarina Fernandes das Vacas.
Seine Ankunft in Brasilien ist nicht dokumentiert. Es gibt mehrere Hypothesen darüber, wie João Ramalho nach Südostbrasilien gekommen sein könnte. Eine davon ist, dass er ein Schiffbrüchiger war, vielleicht sogar von der Armada von Pedro Álvares Cabral im Jahr 1500. Eine andere Hypothese ist, dass Ramalho wegen eines in Vouzela begangenen Verbrechens verbannt wurde. Die dritte Hypothese ist, dass er sich freiwillig gemeldet hat, um sich in Brasilien nach seiner Entdeckung niederzulassen und die Ländereien an dem noch unbekannten Ort in Besitz zu nehmen. Es ist auch nicht bekannt, wann er ankam, aber es könnte irgendwann zwischen 1508 und 1511 oder 1515 gewesen sein. Demnach wäre er der erste Portugiese, der den Süden Brasiliens bewohnte.
Eine weitere Tatsache, die seine Ankunft in Brasilien und sogar sein Geburtsjahr rätselhaft erscheinen lässt, ist die Existenz einer Ritterurkunde mit seinem Namen aus dem Jahr 1487, das heißt sechs Jahre vor seiner angeblichen Geburt im Jahr 1493. Es befindet sich im Nationalarchiv des Torre do Tombo in Lissabon und würde bedeuten, dass João Ramalho Ritter, Wächter und Beschützer von König Johann II. von Portugal war.
Von seiner Ankunft in Brasilien bis 1532 gibt es nicht viele Informationen über das Schicksal von João Ramalho. Er lernte Tupiniquim oder Piratiningas kennen und lebte mit ihnen zusammen. Er kam dem berühmten Stammeshäuptling Tibiriçá ("Landwächter" in der Tupi-Sprache) näher, einem der wichtigsten Anführer dieses Stammes auf der Hochebene von São Paulo. Einigen Quellen zufolge lag sein Dorf in der Region, in der sich heute der Largo de São Bento in São Paulo befindet.
Nach seiner Ankunft heiratete er eine der Töchter des Häuptlings, Bartira (M'bicy) ("Baumblüte" in Tupi), die später auf den christlichen Namen Isabel Dias getauft wurde. Wie bei den Indianern des Stammes üblich, hatte er jedoch noch andere Frauen, darunter einige von Bartiras Schwestern. Auf diese Weise schloss er Blutsbrüderschaft mit den Tupiniquim, ein Bündnis, das nach indianischer Tradition auf Lebenszeit gilt. Einigen Quellen zufolge gewann er sogar starken Einfluss bei den Indianern des Dorfes, so dass es ihm gelang, innerhalb eines einzigen Tages 5.000 Indianer aufzubieten.

## Begegnung mit Martim Afonso de Sousa
Im Jahr 1532 traf João Ramalho Martim Afonso de Sousa im Dorf São Vicente, auch bekannt als Porto dos Escravos (Sklavenhafen). De Sousa, der später der erste Inhaber des Kapitanats von São Vicente werden sollte, war gerade in der Region gelandet und erkundete im Auftrag der portugiesischen Krone die brasilianischen Gebiete. Er wurde von João Ramalho und von Antônio Rodrigues empfangen. Über diesen ist nur bekannt, dass er mit einer Tochter von Piquerobi (einem Bruder Häuptling Tibiriçás), dem Kaziken von São Miguel de Ururaí (heute: São Miguel Paulista), verheiratet war. Mit ihr soll er viele Kinder gehabt haben.

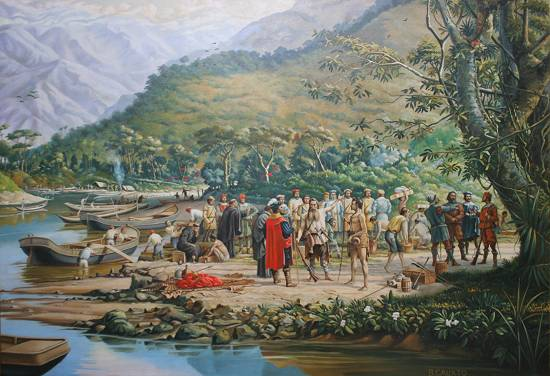
João Ramalho zeigt Martim Afonso de Souza den Weg nach Piratininga, Gemälde von 1912

De Sousa hatte Erzählungen gehört, wonach es auf den Bergen Gold und Silber geben sollte. So beschloss Ramalho, ihn in die Berge zu führen. Sie benutzten einen Weg, der bei den Indianern bekannt war und heute Tupiniquim-Weg genannt wird.
Ramalho und De Sousa fuhren per Boot von São Vicente nach Piaçaguera de Baixo, wo sich heute Cubatão befindet. Danach wanderten sie durch überschwemmtes Land bis nach Piaçaguera de Cima, von wo aus sie den Aufstieg zur Serra de Paranapiacaba (in der Sprache der Tupi: Ort, von dem aus man das Meer sehen kann) im heutigen Munizip Santo André begannen. Sie erreichten die Quelle des Tamanduateí, von wo aus sie dem Lauf des Wassers folgten und ein baumloses Gelände und später einen Hügel erreichten, auf dem sich das Dorf Piratininga befand, der Ort, an dem São Paulo entstehen sollte.
Der Häuptling Tibiriçá half Ramalho bei seiner Mission mit De Sousa. Er wurde sogar ein großer Bewunderer des portugiesischen Entdeckers. Als er für seine Taufe einen christlichen Namen wählen musste, wählte er Martim Afonso Tibiriçá.
De Sousa erkannte, dass João Ramalho der wichtigste Anführer der Tupiniquim-Stämme in der Region der Hochebene von São Paulo war. Ramalho entführte sogar Indianer von rivalisierenden Stämmen und sperrte sie ein, um sie als Sklaven an die Portugiesen zu verkaufen. Außerdem stellten die portugiesischen Kolonisatoren jetzt fest, dass es oberhalb und hinter der Bergkette dichter besiedeltes, reicheres und fruchtbareres Land gab als den Küstenstreifen.

## Santo André da Borda do Campo
Santo André da Borda do Campo dürfte die erste brasilianische Siedlung gewesen sein, die auf der Hochebene entstand, wahrscheinlich um 1550. João Ramalho gründete den Ort auf Anraten des portugiesischen Jesuitenpaters Leonardo Nunes. Im Jahr 1553 verlieh der erste Generalgouverneur Brasiliens, Tomé de Sousa, dem Ort das Stadtrecht mit Stadtrat und Gerichtssäule. João Ramalho wurde zum Alcaíde-Mor do Campo (eine Art Bürgermeister) des Ortes ernannt, und später auch zum ersten Kriegshauptmann von São Paulo. Er wurde auch zum Polizeipräsidenten der Region ernannt. Die genaue Lage des Dorfes ist nicht bekannt. Historiker gehen davon aus, dass es im Bereich von São Bernardo do Campo befindet, möglicherweise an der Grenze zwischen der Landschaft Piratininga und dem Hinterland der Paranapiacaba-Bergkette.
Im Dorf waren die Hütten aus Lehm und mit Sapê-Gras bedeckt; es waren einfache Hütten mit Flechtwerkwänden. In einer von ihnen befand sich das Rathaus. Die Frauen waren Mestizinnen. Ihre Gesichter waren von der unaufhörlichen Arbeit verhärtet.
Zu dieser Zeit war João Ramalho bereits einer der mächtigsten Männer der Region, nachdem er Krieg gegen feindliche Stämme geführt und die Provinz befriedet hatte. Dafür konnte er fünftausend Indianer aufrbieten, während dem portugiesischen König nur zweitausend Mann zur Verfügung standen.
Als Gründer von Santo André da Borda do Campo trug er den Ehrennamen "Patriarch des Landes".
Im Jahr 1553 erreichte Santo André da Borda do Campo seinen Höhepunkt. Damals erschienen die ersten Jesuiten: die Patres Manuel da Nóbrega und Leonardo Nunes.
In den Jahren 1557 und 1558 wurde João Ramalho zum Mitglied des Stadtrats von Santo André da Borda do Campo gewählt.

## Ulrich Schmidl in Santo André da Borda do Campo
Der Landsknecht Ulrich Schmidl kam im Juni 1553 nach Santo André da Borda do Campo. Er befand sich auf der Rückreise von Paraguay nach Straubing. Für den sechsmonatigen Überlandmarsch von Asuncion nach São Vicente benutzte er die Peabiru-Wege der Indianer. Er charakterisiert Santo André in seinem Buch Reise in die La Plata-Gegend 1534 -1554 als ein Räuberhaus, in dem er mehr Angst als bei den Indianern ausstand:
"Nun zogen wir zu einem Flecken, der gehört den Christen zu. Der Oberst, der in diesem Städtlein war, der hieß João Ramalho. Diesen Flecken will ich wie ein Raubhaus schätzen. Es war unser Glück, dass der Oberst nicht daheim war; er war bei den anderen Christen, die in São Vicente wohnen, denn sie machen in Zeiten einen Vertrag miteinander, die Christen. Auch sind der anderen, die in São Vicente wohnen und in anderen Flecken dabei, mehr denn bei 800 Mann, die alle Christen sind und dem König von Portugal untertänig sind.
Und dieser João Ramalho will dem König von Portugal oder des Königs Verwalter in dieser Art nicht untertänig sein, denn er sagt und zeigt an, dass er 40 Jahre in diesem Land in India gewesen ist und sich aufgehalten hat und [das Land] gewonnen hat; warum er das Land nicht [eher] als ein anderer regieren solle. Darum führen sie Krieg wider einander. Denn wenn dieser João Ramalho 50 000 Indianer beieinander haben will, so kann er sie in einem Tag zusammenbringen, so viel Macht hat er im Land, dass der König nicht oder seine Verwalter nicht 2000 Indianer zusammen bringen können. Nun muss ich auch sagen, dass seine Söhne, des vorgenannten João Ramalho, uns Christen wohl empfangen haben, aber nichts desto minder hatten wir größere Sorge bei ihnen, denn bei den Indianern. Nun weil es so geraten ist, so sagen wir Dank Gott dem Allmächtigen. Nun voran zogen [wir] zu einem Städtlein, das heißt São Vicente und ist von dem vorgenannten Flecken bis zu dieser Stadt São Vicente 20 Meilen Wegs. So sind wir am 13. Tag Juni im 1553. Jahr am St. Antonstag angekommen und haben ein Schiff von Portugal da gefunden, [das] Zucker geladen hatte und Brasilholz und Baumwolle ... 
(zitiert aus der modernen Fassung des Stuttgarter Autographen von Franz Obermeier). 

## Schwierige Beziehung zu den Jesuitenpatern
João Ramalho begann, ein gestörtes Verhältnis zu den Patern zu haben. Sie sahen in ihm einen groben Mann, der mehrere Frauen hatte, nackt durch die Stadt lief und die christlichen Gebote nicht respektierte. Dennoch wurden die Jesuitenpriester sowohl von João Ramalho als auch von Tibiriçá unterstützt, ohne die das Expansionsprojekt der Jesuiten in der Region noch komplizierter gewesen wäre. Tibiriçá warb sogar Indianer aus seinem Dorf an, die in der Nähe von Santo André da Borda do Campo leben sollten, um von den Jesuiten bekehrt zu werden. Tibiriçá und João Ramalho waren es auch, die die Sicherheit des Ortes gegen den Ansturm von Feinden anderer Indianerstämme garantierten.
João Ramalho wurde vom Abendmahl ausgeschlossen. Er bestand hartnäckig darauf, dennoch an der Heiligen Messe in der Kapelle des Heiligen Andreas in der Stadt Santo André da Borda do Campo teilzunehmen. Deshalb verbot ihm Pater Leonardo Nunes oder Pater Leonardo Sousa die Teilnahme an der Messe. Das Argument des Priesters war, dass der Portugiese mit mehr als einer Frau im Konkubinat lebte. Er wäre aber richtiggehend entsetzt gewesen, wenn er die Zustände der Gefangenschaft der Indianer und ihre Behandlung hätte mit ansehen müssen. Dann hätte er João Ramalho exkommuniziert.
Nachdem João Ramalho von der Messe ausgeschlossen worden war, beschlossen seine Söhne André, der Älteste, mit Vitório, Antonio, Marcos und João sich zu rächen. Sie erschienen in der Stadt, bewaffnet mit einem Trabuco, also einer Donnerbüchse. Sie waren bereit, den Pater zu töten. Als Bartira entdeckte, was ihre Söhne vorhatten, ging sie ihnen nach und fing sie ab. Sie entwaffnete sie und rettete so das Leben von Pater Leonardo Nunes.
Verärgert über die Haltung des Priesters, beschwerte sich Ramalho beim örtlichen Jesuitenoberen, Pater Manuel da Nóbrega. Ramalho prangerte bei ihm das ungebührliche Verhalten einiger Priester an, die ebenfalls gegen die Keuschheit gesündigt hatten. Dies veranlasste Nóbrega dazu, Disziplinarmaßnahmen gegen seine Mitbrüder zu ergreifen.
Nach diesem ersten Kontakt kamen sich Manuel da Nóbrega und João Ramalho näher und wurden Freunde. Nóbrega taufte dann Bartira, die den christlichen Namen Isabel Dias erhielt. Nóbrega versuchte auch, die Exkommunikation von João Ramalho aufzuheben, um für ihn eine Situation der moralischen und sozialen Würde zu schaffen. Er schrieb an andere Jesuiten in Portugal und bat um Informationen über Ramalhos erste Frau. Sollte sie bereits verstorben sein, könnte Nóbrega die Situation von Ramalho normalisieren. Er bot ihnen sogar an, diese Information mit Zucker zu bezahlen.
Einige Quellen besagen, dass Ramalho danach eine katholische Ehe mit der Indianerin Bartira (M'bicy oder Isabel Dias) schloss; andere hingegen halten es für wahrscheinlich, dass Nóbrega herausfand, dass João Ramalhos erste Frau, Catarina Fernandes das Vacas, noch lebte. Denn in dem Testament, das João Ramalho 1580 machte, wurde Bartira als seine Criada (Hausangestellte) und nicht als seine Frau aufgeführt.
Zu dieser Zeit wurde auch João Ramalhos Schwiegervater Tibiriçá getauft. Außerdem beauftragte João Ramalho auf Nóbregas Bitte hin seinen ältesten Sohn André, den Priester ins Landesinnere zu begleiten. Nóbrega wollte dort weitere Indianer finden, um sie bekehren zu können.

## Das Ende von Santo André da Borda do Campo
Im Jahr 1560 befand sich der Ort, der immer häufiger von Tamoios-Indianern angegriffen wurde, in einem Zustand des Verfalls und hatte kaum noch dreißig weiße Einwohner. Diese befürchteten die völlige Zerstörung des Dorfes. Sie nutzten die Gelegenheit, dass sich der dritte Generalgouverneur Brasiliens, Mem de Sá, in São Vicente aufhielt. Sie baten ihn um Genehmigung, nach São Paulo de Piratininga umzusiedeln. Die Stadt befand sich zu diesem Zeitpunkt bereits im Aufbau.
So ordnete Mem de Sá im selben Jahr an, dass alle verbliebenen Einwohner von Santo André da Borda do Campo sowie der Stadtrat und sogar die Gerichtssäule, das Symbol der portugiesischen Krone, in das Dorf São Paulo de Piratininga verlegt wurden. So entstand das heutige São Paulo, indem es die von João Ramalho gegründete Stadt vollständig absorbierte. Zu diesem Zeitpunkt erhielt São Paulo das Stadtrecht.
João Ramalho selbst stimmte schließlich der Änderung zu. Er wurde mit der Ernennung zum Hauptmann von São Paulo abgefunden. Außerdem wurde er, der bereits Stadtrat in Santo André da Borda do Campo war, nun Stadtrat von São Paulo. Die Änderung gefiel auch den Jesuiten, die das von ihnen gegründete Kolleg im Dorf São Paulo de Piratininga besser vor Indianerangriffen geschützt sahen.

## Die Belagerung von Piratininga
Die Indianer vom Stamm der Tamoios, die die Region immer wieder angriffen, ließen sich durch die Zusammenlegung der beiden Siedlungen nicht einschüchtern und schmiedeten Pläne für einen Angriff. Sie verbündeten sich mit den Guaianas,  den Tupis und den Carijós und griffen 1562 den Ort São Paulo an. Die Indianer kamen eines Morgens an, bemalt, mit Federn geschmückt und mit großem Lärm und Geschrei, wie Pater José de Anchieta berichtet. Sie belagerten das Dorf zwei Tage lang und drangen sogar in das Dorf ein.
João Ramalho wurde per Volksentscheid zum Ortskommandanten von São Paulo ernannt und mit der Leitung des Widerstands beauftragt. Gemeinsam mit Tibiriçá gelang es ihm und der Bevölkerung von São Paulo, die Indianer, die die Region belagerten, abzuwehren.
Am 25. Dezember desselben Jahres 1562 erkrankte Tibiriçá schwer. Er war das Opfer einer Seuche. Die Nachricht, dass er krank war und bald sterben würde, rief viele Indianer und Priester des Dorfes auf den Plan. Am Nachmittag verstarb er. Sein Begräbnis fand mit großem Pomp im Zentrum von São Paulo statt, wo er beigesetzt und sein Grab in der Krypta der Igreja da Sé aufgestellt wurde. Bei der Zeremonie waren João Ramalho und seine Familie anwesend, seine Frau Bartira (M'bicyira), seine vielen Kinder und Enkelkinder. Der Ort seiner Beisetzung wurde in Anerkennung seiner Tapferkeit in den Schlachten gewählt, in denen er die Region beschützte.ein.
Als Dank für die der Stadt geleisteten Dienste wurde João Ramalho 1564 erneut zum Stadtrat von São Paulo gewählt. Da Ramalho jedoch bereits alt war (etwa siebzig Jahre), lehnte er das Amt ab, wie aus dem Protokoll des Stadtrats vom 15. Februar 1564 hervorgeht.
Ramalho beschloss daraufhin, die Hochebene von São Paulo zu verlassen. Er zog in eine einfache Hütte im Paraíba-Tal.
João Ramalho, der bereits krank war, rief am 3. Mai 1580 den Notar Lourenço Vaz zu sich und diktierte ihm sein Testament. Das Dokument wurde in den Akten des Notars von São Paulo hinterlegt. Darin wird das Leben von João Ramalho geschildert. Der brasilianische Historiker Frei Gaspar da Madre de Deus (1715–1800) behauptete später, eine Kopie des Originaldokuments zu besitzen, aber nur wenige Menschen hatten tatsächlich Zugang zu Ramalhos Testament.
Er starb dann zwei Jahre später, im Jahr 1582, an einem unbekannten Ort.

## Nachkommen
João Ramalho hinterließ als Nachkommen die so genannte Dynastie der Mamelucken, Söhne von Portugiesen mit eingeborenen Frauen. Er erhielt Beinamen wie Pai dos paulistas (Vater der Paulisten, also der Bewohner des Staats São Paulo) und Fundador da paulistanidade (Gründer der Familie der Paulistaner, also der Bewohner der Stadt São Paulo).
Zu seinen zahlreichen Nachkommen zählen bekannte Persönlichkeiten wie die in São Paulo aufgewachsene schwedische Königin Silvia (verheiratet mit König Carl XVI. Gustaf von Schweden) und die brasilianische Schriftstellerin Lygia Fagundes Telles.
Einige seiner bekannten Kinder sind:
- Beatriz Dias, die mit Lopo Dias, einem gebürtigen Portugiesen, verheiratet war,
- Francisco Ramalho Tamarutaca, der dreimal verheiratet war, in der ersten und dritten Ehe mit Francisca bzw. Justina, zwei Indianerinnen.
- Antônio de Macedo,
- Vitorino Ramalho, der von den Tupiniquim-Indianern irgendwo in der Nähe des Dorfes São Paulo ermordet wurde,
- Margarida,
- Antônia und
- Joana Ramalho, die Jorge Ferreira heiratete, der 1556 Stellvertreter des Gouverneurs des Kapitanats von São Vicente, Martim Afonso de Sousa, war.[7]

## Gedenken

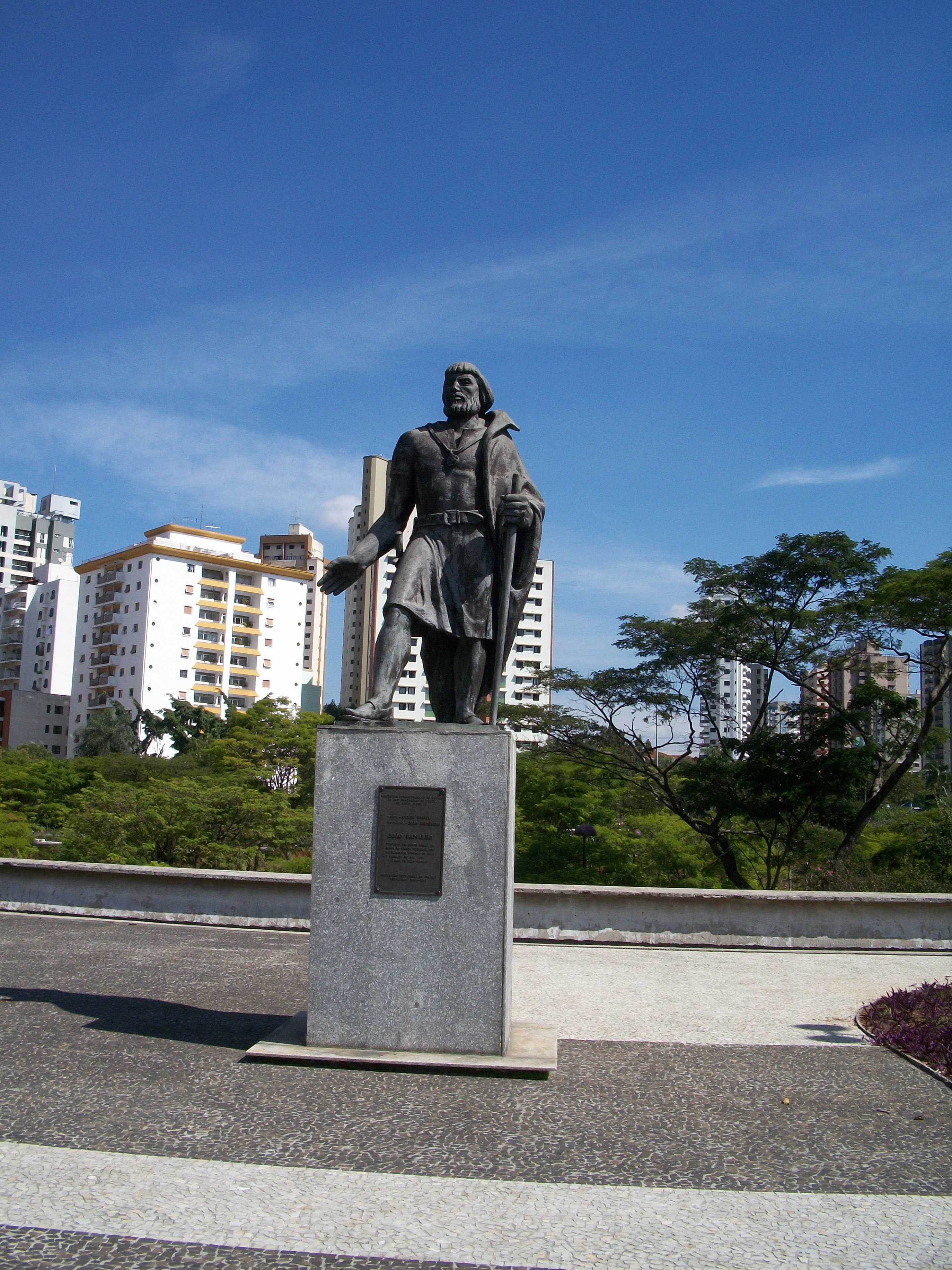
João-Ramalho-Denkmal im Zentrum von Santo André

Im späten 19. und frühen 20. Jahrhundert begannen viele Menschen, João Ramalho besser zu erforschen. Die Mitglieder des 1894 gegründeten Historischen und Geographischen Instituts von São Paulo waren einige der wichtigsten Erforscher der Geschichte des Portugiesen. Einige Historiker haben in Portugal nach seiner Herkunft geforscht und sind zu dem Schluss gekommen, dass er nicht aus adligem Hause stammte. Die Entdeckung wurde durch eine kalligraphische Analyse seiner Unterschriften gemacht, bei der festgestellt wurde, dass sie von mehreren Personen geschrieben wurden, was darauf hindeutet, dass er Analphabet war.
Zur Zeit der Feier des vierhundertsten Jahrestages der Entdeckung Brasiliens im Jahr 1900 suchte São Paulo nach einer Persönlichkeit, die die Stärke des Staates repräsentieren konnte. Pedro Álvares Cabral kam nicht in Frage, da er in São Paulo keine Rolle gespielt hatte. Für einige Intellektuelle jener Zeit konnte João Ramalho diese Figur sein. Berichte von Jesuiten, die einen schlechten Ruf über Ramalho verbreiteten, schadeten diesem Bild jedoch, was weitere Forschungen veranlasste. So ehrten die Stadträte von São Paulo 1927 Bartira und João Ramalho, indem sie zwei Straßen im Stadtteil Perdizes im Westen São Paulos nach ihnen benannten.
João Ramalho wird auch als der Mann in Erinnerung bleiben, der ein Stück europäische Kultur in das brasilianische Hinterland gebracht hat und dabei stets die Flagge Portugals trug. Aus diesem Grund wird er als Patriarch der Bandeirantes bezeichnet. Er gilt auch als einer der Portugiesen mit dem größten Einfluss auf die Mischung zwischen Indianern und Europäern. Seine Nachkommen, die brasilianischen Mamelucken, traten in seine Fußstapfen und waren Bandeirantes im brasilianischen Hinterland, die Land eroberten und Sklaven fingen. Ihre Bedeutung im brasilianischen Hinterland war ebenfalls groß, da sie bei ihrer Ankunft im brasilianischen Landesinneren neue Verwaltungsmethoden und neue Bräuche einführten, was zu Veränderungen und Anpassungen der lokalen Sprache und Religionen führte.